# Dancehall
Il dancehall (chiamato anche semplicemente dancehall reggae o bashment) è un sottogenere della musica reggae sviluppatosi attorno al 1979 in Giamaica.
In origine la musica dancehall rappresentava semplicemente uno stile di reggae più povero ed essenziale e meno dedicato a tematiche politiche e religiose rispetto al roots reggae che dominò gran parte degli anni 70. In particolare questo si presentò come la nuova variante del reggae che soppiantò il più complesso stile rockers, questo in voga durante tutta la seconda metà degli anni 70. Il primo artista riconosciuto come dancehall fu Barrington Levy grazie ai suoi primi lavori nel 1979, ma paralleleamente furono la coppia di dj Michigan & Smiley durante lo stesso anno a lanciare lo stile rub-a-dub, ovvero quella parte della prima dancehall (non elettronica) dominata dai dj i quali cantavano in toasting, ispirati allo stile dj style. La musica dancehall nei metà anni 80 diede vita al sottogenere raggamuffin, ovvero la dancehall costruita su basi elettroniche. La struttura musicale del dancehall reggae infatti divenne basata su un ritmo reggae digitale, spesso con l'aggiunta di una drum machine. Il nuovo stile di dancehall, il raggamuffin, fu infine consacrato da "Under Mi Sleng Teng" (1985), un brano con base computerizzata e sintetizzata che venne cantato da Wayne Smith, non un dj.
Nonostante il dancehall riporti spesso alla mente l'immagine di un dj che rappa freneticamente guidando le masse, dev'essere ritenuto importante, soprattutto nella prima fase, anche il ruolo dei cantanti che crearono le basi per il sound dancehall, e che trascinarono questa tradizione fino ai giorni nostri. La dancehall quindi non è necessariamente cantata alternando parti parlate da parte dei dj con la tecnica del toasting, ma vede anche lo sviluppo una parte cantata. Errore comune può essere anche quello di considerare la dancehall influenzata dall'elettronica; per quanto riguarda la cosiddetta early dancehall, questa non era in alcun modo contaminata da questa musica, ma solo successivamente, il sottogenere chiamato raggamuffin, fu caratterizzato da queste sonorità.

## Storia

### Origini
Sicuramente tutto iniziò con Barrington Levy. Nei tardi anni 70, il sound reggae più diffuso era lo stile rockers di Sly Dunbar, Robbie Shakespeare (Sly & Robbie) e i the Revolutionaries. Era uno stile in cui spiccava la tecnica strumentale del batterista Dunbar (come di altri batteristi che lo imitarono) ed una forte presenza di elementi provenienti dal funk americano. Il nuovo dominante e complesso stile rockers dominò le charts ed i sound system circa a partire dal 1976 fino ai tardi anni settanta. Ma Sly & Robbie interruppero la loro attività per dar vita alla loro nuova etichetta discografica, la Taxi Records. Infatti quando i due abbandonarono la band per fondare l'etichetta, i the Revolutionaries si evolsero nei Roots Radics. Questa nuova incarnazione, guidata dal bassista Flabba Holt ed il batterista Style Scott, registrò qualche nuovo dubplate per il produttore Henry "Junjo" Lawes suonando come session band per l'allora sconosciuto Barrington Levy, e il reggae cominciò a prendere nuove direzioni. Durante queste sessioni venne prodotto un sound più semplice, duro e profondo rispetto allo stile rockers, con più attenzione per il groove a scapito della tecnica. I Roots Radics dalla collaborazione con Henry "Junjo" Lawes diedero alla luce alcuni dei primi esempi di dancehall, con cui introdussero lo stesso Levy, ma anche altri artisti come Frankie Paul, e Junior Reid facendoli diventare delle star. Molte di queste tracce che infine apparirono proprio sul disco di debutto di Barrington Levy, erano dei vecchi riddim e brani leggermente modificati, nel quale vennero esclusi alcuni elementi per far risaltare le linee di basso e il duro attacco di batteria. Lo stile di canto di Levy era diverso dagli altri, e non era mai stato sentito prima nel reggae.

### La nascita: Early Dancehall
Questo genere prese il nome dalla dancehall (sala da ballo), un grande spazio al chiuso o all'aperto dove i dj installavano i sound system e la gente si ritrovava per ballare la musica in Giamaica. Infatti il genere pare venne così nominato poiché era ritenuto poco adatto ad essere trasmesso nelle radio così veniva suonato principalmente nelle dancehall. Questa musica venne anche conosciuta come bashment, un termine che poteva essere riferito alla musica stessa o alle grandi feste dove questa musica è suonata.
L'inizio dell'era dancehall può essere riconosciuta precisamente nel periodo dell'esordio di Barrington Levy (poi soprannominato "Black Canary"). Questo iniziò a dedicarsi a tematiche consapevoli, canzoni d'amore e brani rivolti al pubblico delle dancehall. La nuova musica dancehall era caratterizzata infatti da sonorità più grezze ed essenziali, ed era più lontana dalle tematiche politico-religiose tipiche del roots reggae, genere che dominò durante tutti gli anni 70. Temi come le ingiustizie sociali, rimpatrio, e rastafarianesimo vennero soppiantati da danza, violenza e sessismo esplicito. I dischi di Levy Bounty Hunter (Jah Life, 1979) e Shine Eye Gal (Burning Sounds, 1979) furono realizzati nello stesso periodo sia negli Stati Uniti che nel Regno Unito e questi, come anche i singoli estratti, iniziarono a caratterizzare il sound del nuovo reggae. Benché Levy non fosse divenuto prolifico al pari di altri famosi cantanti giamaicani, ogni volta che entrava in uno studio di registrazione era abile nel produrre brani che non solo sarebbero sempre risultati ai primi posti nelle classifiche, ma che avrebbero anche cambiato le direzioni della musica reggae. Nello stesso periodo in cui Levy, Lawes e i Roots Radics stavano rivoluzionando il sound reggae, anche Sugar Minott, in coppia con il produttore Clement "Coxsone" Dodd, iniziarono a fare la stessa cosa senza ostentazione. Con canzoni come "Oh Mr. DC" e "Vanity", Minott e Dodd ripresero i vecchi riddim dell'epoca d'oro degli Studio One ma allo stesso tempo resero il sound più moderno e contemporaneo. Lo stile dancehall nacque quindi nel 1979 e si sviluppò fortemente durante i primi anni 80, con linee di basso che divennero più marcate, giri di batteria più duri e semplici e dove spesso venivano riproposti i vecchi riddim storici della prima epoca reggae. Altri cantanti che emersero nella prima era dancehall divenendo delle grandi star furono Don Carlos, Al Campbell, e Triston Palmer, mentre nomi già affermati come Gregory Isaacs e Bunny Wailer si adattarono con successo al nuovo stile.

#### Dancehall e DJ: il Rub-a-dub
Una parte della dancehall venne ispirata anche dal Dj Style, uno stile di musica reggae rappata sviluppata nei tardi anni sessanta capieggiata da artisti come U-Roy, che risultò inoltre il predecessore e maggior ispiratore della musica rap. Infatti proprio sulla scia del vecchio dj style, il sound dancehall venne adottato anche dai sound system dando inizio ad una nuova ondata di deejay. I vecchi toaster dell'era dj style vennero soppiantati da nuove star come Captain Sinbad, Ranking Joe, Clint Eastwood, Lone Ranger, Josey Wales, Charlie Chaplin, General Echo, e Yellowman. Questo cambiamento venne riflettuto nel disco raccolta prodotto da Junjo Lawes A Whole New Generation of DJs del 1981, dove molti artisti presero diretta ispirazione da U-Roy. Per la prima volta le registrazioni dei dj divennero più importanti di quelle dei cantanti, intonando i ritmi sulle nuove tracce prima dei cantanti. Un'ulteriore conferma sul fatto che l'esperienza live era una tendenza furono i cosiddetti "sound clash" album (conflitto sonoro), al quale partecipavano dj o sound system rivali in competizione per conquistare il pubblico live. Due dei più grandi dj della prima era dancehall furono Yellowman e Eek-a-Mouse, che scelsero l'umorismo piuttosto che la violenza, diventando delle grandi star. Yellowman inoltre fu il primo dj giamaicano a firmare per una major americana, e in Giamaica riuscì ad ottenere un livello di popolarità tale da tener testa a Bob Marley. Durante i primi anni 80 si assiste anche all'emersione di dj donne, con Lady Saw, Sister Nancy, e Shelly Thunder. La dancehall portò anche ad una nuova era di produttori. Junjo Lawes, Linval Thompson, Gussie Clarke, e Jah Thomas furono i successori degli storici produttori degli anni 70.

### Anni 80
Quando Sugar Minott interruppe la collaborazione con Coxsone Dodd, creò il "Youthman Promotion sound system" e l'etichetta Black Roots Records mentre continuò a collaborare con nuovi produttori come Niney the Observer, King Jammy e George Phang. Minott è probabilmente uno dei cantanti più versatili dell'era moderna con alle spalle dozzine di canzoni d'amore, classici dancehall e altri in stile roots. Buona parte del miglior materiale di Minott è fuori produzione, ma Dance Hall Showcase (Black Roots, 1982), Dance Hall Showcase V2 (Black Roots, 1983), Slice of the Cake (Heartbeat, 1984), The Artist (L&M, 1984) e Inna Reggae Dancehall (Heartbeat, 1985) sono tutti lavori che lasciano inquadrare lo stile dell'artista. Entrambi Minott e Levy accentuarono un'altra caratteristica dello stile dancehall. Mentre l'usanza di riciclare vecchi riddim era stata parte del reggae già dai tempi di U Roy e del Dj Style, non fu fino a quando le coppie di produttori-artisti Levy/Junjo e Minott/Dodd tornarono entrambi ad utilizzare questa formula, che il potenziale di successo del vecchio reggae divenne chiaro. Una volta individuata la chiave del successo, il reggae cominciò frequentemente a basarsi proprio su vecchi riddim degli anni 60 e primi anni 70. A seguire le impronte di Levy e Minott furono Michael Prophet, Tony Tuff e Johnny Osbourne. Tutti loro pubblicarono il loro debutto negli anni 70 ma raggiunsero il successo nei primi anni 80 dando voce alle tracce dancehall. Prophet era stato uno dei migliori in questo. Egli iniziò a registrare del materiale con il produttore Yabby You ed il suo timbro vocale aveva qualche punto di contatto con Levy. Dove aver cambiato produttore passando da Yabby You a Junjo Lawes, Prophet raggiunse una serie di successi tramite hit contenute in dischi come Righteous Are the Conqueror (Greensleeves, 1980) e l'omonimo Michael Prophet (Greensleeves, 1981), ma continuò a mantenere la sua popolarità durante tutti gli anni 80 e 90. Osbourne e Tuff pubblicarono invece svariate hit di successo, ma non riuscirono mai a pubblicare un disco che gli rendesse giustizia. L'album di Osbourne Truths and Rights (Heartbeat, 1991) è la migliore produzione di Coxsone dagli anni 80, giusto prima che la sua carriera iniziasse a declinare. Uno dei migliori dischi di Tuff è 20 Super Hits (Sonic Sounds, 1995), una raccolta prodotta in maniera scadente che contiene tutte le sue hit più famose.

### Seconda ondata di dancehall
Le registrazioni dei dj, nel quale spiccava il popolare Yellowman, iniziarono a dominare nella musica reggae, ma nel tardo 1983 una nuova ondata di cantanti emerse dalle dancehall. Guidati da Frankie Paul e Half Pint, questa nuova ondata era inoltre composta da Little John e Michael Palmer, due cantanti che erano stati molto popolari ai loro tempi. Oggi non è difficilmente reperibile del materiale di questi due artisti, e probabilmente sono ricordati solo dai nostalgici del 1984, ma entrambi presentavano una voce sullo stesso stile di Levy. Frankie Paul produce ancora 3 o 4 dischi all'anno, ed ha alle spalle una vasta discografia, ma nessun lavoro può superare l'energia e la carica dei primi due; Strange Feeling (Techniques, 1983) prodotto da Winston Riley e Hot Number (Volcano, 1984) prodotto da Henry Junjo. In questo periodo la voce di Paul era accostabile a quella di Dennis Brown. Solo Half Pint mantenne un livello di qualità costante negli anni ma non fu mai così vicino alla scena dancehall come gli altri artisti menzionati. La sua carriera decollò con alcuni brani ora contenuti nella raccolta Classics (Hightone, 1995). Con il suo cantato in Waterhouse style simile a Junior Reid, Half Pint ottenne un successo dilagante. Due anni dopo, Half Pint creò una delle hit reggae di maggior successo di tutti i tempi, "Greetings", con cui abbandonò la dancehall per il successo internazionale.

#### Elementi elettronici: il Raggamuffin
Il Waterhouse style divenne particolarmente diffuso dopo l'avvento del reggae digitale, il raggamuffin, nel 1985. Sugar Minott ("Herbman Hustling", "Rub a Dub Sound"), Johnny Osbourne ("One Rub a Dub for the Road") e Frankie Paul (Paul Blake) ("Get Flat") avevano sperimentato l'introduzione di un sound pesantemente elettronico ma fu il celebre brano prodotto da King Jammy "Under Me Sleng Teng" cantato da Wayne Smith che divenne uno dei singoli più importanti del periodo. Questo pezzo era stato costruito attorno ad un ritmo che poi si scoprì era stato pre-programmato su una tastiera della Casio (Casio MT-40), e venne riconosciuto come il primo brano reggae dai ritmi elettronici, dando inizio all'era della dancehall elettronica o del raggamuffin. "Sleng Teng" fu anche accreditato come il primo brano reggae senza linee di basso ad aver ottenuto successo, ed infatti si diffuse nelle dancehall a macchia d'olio. Il ritmo di questo brano venne inoltre riutilizzato in oltre 200 registrazioni.
Ma mentre Smith scomparve prematuramente dalle scene, una nuova generazione di cantanti che avrebbero capitalizzato il nuovo sound, cominciarono a dominare le dancehall e le classifiche. Tra questi Tenor Saw fu probabilmente il migliore, ma Nitty Gritty, King Kong, Anthony Red Rose e Pad Anthony erano altrettanto validi. Produttori come Henry Junjo Lawes e King Jammy composero dei pezzi crudi e grezzi come la gente voleva, con dj come Yellowman, Josey Wales, Lone Ranger, Eek-A-Mouse e Brigadier Jerry. Ma la scena era composta anche da cantanti come Barrington Levy, Little John, Cocoa Tea e Frankie Paul. Sicuramente la rapida crescita delle tecnologie in studio giocò un importante ruolo, cosicché le registrazioni potessero essere rese più veloci ed economiche. Grazie a ciò divenne più facile suonare un ritmo una volta che era stato composto. Questo permise la crescita di nuovi talenti nel business che confermarono come il dancehall reggae rimanesse una musica originale anche negli anni a venire. Gli iniziatori della scena come Minott, Osbourne e Paul si congiunsero con questa nuova ondata e Levy lasciò la sua firma con "Here I Come" che trascinò il nuovo sound nelle classifiche pop britanniche. Buona parte dei cantanti di questa generazione registrarono praticamente con ogni produttore che era in grado di pagarli, e quindi nessuno riuscì a lasciare una degna impronta del loro talento. Nitty Gritty's Trials & Crosses (VP, 1991) è una raccolta in grado di dare un'idea dei lavori dell'epoca.
Questa fu anche l'epoca che segnò la rinascita di Beres Hammond. Hammond, ex cantante della band Zap Pow, era dotato di un grande talento ma non era mai riuscito a trovare la giusta opportunità per emergere. Nel 1986, Willie Lindo produsse per Hammond un brano dancehall chiamato "One Dance Won't Do", rilanciando la sua carriera. Hammond fece anche da ponte tra la prima generazione dei cantanti di dancehall pura, e la seconda generazione basata sullo stile di Waterhouse portata avanti da artisti come Tenor Saw, Half Pint, Nitty Gritty, e quindi anche per l'esplosione di un'ulteriore ondata di nuovi cantanti durante gli anni novanta. Quando Donovan Germain iniziò a produrre i singoli per Hammond tramite la Penthouse Records, aprì la strada per altri cantanti come Garnet Silk, Richie Stephens, Wayne Wonder, Spanner Banner, Everton Blender, Thriller U e Luciano. Hammond realizzò diversi album di successo, incluso Beres Hammond (WKS, 1986), A Love Affair (Penthouse, 1992) e Sweetness (VP, 1994). Da questo periodo, il reggae popolare e il dancehall reggae divennero sinonimi, e molti cantanti di successo inizieranno a lavorare nell'ambiente dancehall con molte produzioni orientate su questo genere. Diversi artisti, come Wonder, Thriller U, Jack Radics e Ed Robinson produssero dei validi esempi di dancehall music, ma non avevano ancora pubblicato un disco di alto livello. Richie Stephens sfruttò il suo talento e registrò diversi singoli tramite un contratto con la Motown, ma il suo debutto internazionale non vendette molto bene. L'artista non riuscì ad emergere da allora.

### Anni 90
Sicuramente uno degli artisti che aprirono gli anni 90 fu Garnett Silk. Silk fu uno dei cantanti più talentuosi della storia del reggae. I suoi album mostravano uno straordinario talento non solo vocale, ma anche nelle composizioni. Sfortunatamente, Silk morì insieme alla madre per salvare quest'ultima dalle fiamme che si erano propagate all'interno della loro casa1994, lasciando dischi straordinari come Gold (Charm, 1993) e 100% Silk (VP, 1994). Silk, tuttavia, non venne dimenticato. L'album di debutto di Everton Blender, Lift Up Your Head (Heartbeat, 1994) era particolarmente ispirato allo stile di Silk (a sua volta ispirato a Hammond che prese molto da Minott) e mostrava un cantante abile del mixare diversi stili e usare il suo talento per esibizioni ad effetto. Family Man di Anthony Red Rose (VP, 1994) fu un disco importante allo stesso modo, questo maggiormente ispirato allo stile di Waterhouse. Red Rose pubblicò diversi singoli con il leggendario produttore King Tubby nei metà anni 80, ma quest'album superò tutti i suoi lavori precedenti. Con Spanner Banner e Luciano, questa ondata raggiunse il picco e la fine. Banner pubblicò molti singoli durante gli anni 90 ma il suo primo album risultò un po' deludente. Il successivo, Chill (Island Jamaica, 1995) invece venne riconosciuto una perla del genere. Mixando l'R&B contemporaneo con la dancehall (come Diana King, Shaggy, etc.) Banner emerse con uno stile originale e convincente. Mentre Luciano rimase più radicato nel puro dancehall reggae. Quasi a riprendere ciò che Silk aveva lasciato, Luciano era fortemente orientato sul roots. I suoi primi lavori risultarono buoni, ma con il più recente, Where's There's Life (Island Jamaica, 1995), Luciano emerse dalla sfida con la distribuzione internazionale proponendo il suo lavoro migliore.

### La dancehall oggi
La dancehall è diventata di gran lunga la musica più popolare in Giamaica. Benché ci siano un'ampia varietà di artisti e sottogeneri presenti nella scena, le versioni con contenuti pornografici sono tra le più popolari. Diversi musicisti e dj dancehall hanno ottenuto un successo globale, in particolare artisti come Sean Paul, Sizzla, Chronixx, Elephant Man e Buju Banton, Anthony B, Capleton, Ninjaman, Admiral T, Beenie Man che scalarono le classifiche portando ancora una volta il reggae al successo internazionale. Dagli anni 90, alcuni artisti gangsta rap cominciarono ad introdurre sonorità dancehall sfruttando la sua velocità. Oggi il dancehall reggae è un genere affermato con brani che permangono nelle classifiche americane e dove artisti come Sean Paul, Shaggy e Benie Man sono molto popolari all'interno della scena rap. Molti esponenti del genere vennero infatti spesso invitati a collaborare con i grandi nomi del rap, così come dell'r&b, apparendo in molti album e musiche di questi artisti. I ritmi della dancehall contribuirono inoltre allo sviluppo del drum & bass.

## Tematiche oscene e contrapposizione col roots reggae
La dancehall ha rappresentato una nuova generazione di pubblico che riscattò il reggae dopo dieci anni di roots reggae, genere le quali tematiche erano sempre orientate sulla religione e politica. A detta di molti infatti il roots non aveva cambiato poi tanto il modo di vivere sull'isola come si era proposto di fare, ed era stato adottato in buona parte da molti artisti internazionali o mainstream allontanando il reggae dall'essere una musica propria della Giamaica. La dancehall risultò quindi una reazione a questa condizione prendendo ispirazione dall'insolenza della musica hip hop, esprimendosi in un modo mai visto nel roots.
Era necessario un approccio radicale che smuovesse il reggae dal suo autocompiacimento, così la dancehall optò per un atteggiamento apparentemente sgradevole e fastidioso per non accontentare nessuno se non il ristretto pubblico dei sound system. Infatti molti dj si rivelarono violentemente omofobici, sessisti e misogini nei loro testi. Già nel 1984 Yellowman pubblicò il singolo Shorties, che Peter Tosh criticò sostenendo fosse offensivo per le donne. Shabba Ranks subì un calo di popolarità quando approvò il singolo di Buju Banton "Boom Bye Bye", un brano che incitava a sparare ai gay; Bounty Killer incitava all'uso delle armi; i riferimenti di Capleton verso le donne non erano mai politicamente corretti.
Tutto ciò causò diversi dibattiti, ma come già accennato, questa manovra venne adottata anche per contrastare le forme di reggae classiche, che rimasero le più rappresentative per la Giamaica nel mondo. Recentemente, Beenie Man, Sizzla e Capleton, tre degli artisti dancehall/raggamuffin più famosi in Giamaica e nel mondo, hanno firmato un documento, il "Reggae Compassionate Act", in cui affermano l'impegno nel cessare di divulgare il messaggio omofobico, sia per quanto riguarda le nuove pubblicazioni, sia per la ripubblicazione di canzoni precedenti, contenenti liriche contro gli omosessuali. Il governo giamaicano ha imposto un divieto di trasmettere testi offensivi e violenti nella musica dancehall.